# Аетијани
Аетијани или Аномеји су присталице теолога Аетија, названи и Евномијани по Евномију, Аетијевом ученику. Проповедали су да су Бог Отац и Бог Син неједносуштни, одвојени не само по суштини, већ и по жељи. Названи су и Ексуконтији, како детаљно о томе пише Сократ.

## Почеци
На почетку, њихово проповедање је било скоро исто са Аријанским мишљењима да је Отац на вишем положају него Син. Аетије касније није прихватио ни православни „једносуштни“, али ни аријевски „лични“, па је зато његово проповедање добило анатему Аријанаца на њихова два сабора, те је прогнан заједно са учеником Евномијем. Убрзо су се вратили да би се супротставили Акакију из Кесарије, који је хтео да са новом терминологијом постигне компромис, али Акакије је био омиљен на двору и то је проузроковало Аетијево и Евномијево ново прогнанство. Од онда су се Аетијани одвојили од Аријанаца.
У време императора Јулијана њихов јерес је добио нови подстицај пошто је император хтео да се супротстави православцима, па је помагао разне јересе са жељом да постигне неку врсту рата међу присталицама различите вере. Године 362. на сабору сазваном од епископа Ефзоија у Антиохији пуно епископа је предложило амнестију за Аетија, као и то да се прихвате његови ставови. Захваљујући Великом Василију, Григорију из Нисе и Светом Епифанију, који су водили упорну борбу против Аетија, та јерес није достигла пресудну масовност, па су на Другом Васељенском сабору у Константинопољу 381. сурово осуђени и Аетије и његове присталице. Император Теодосије је одмах саставио законе по којима су се све водеће личности јереси прогањале, изгубиле свако грађанско право по питању наследства и тестамента, и њихове књиге су се спаљивале. Брзој пропасти те јереси је допринело то што су се поделили на више мањих група.
До половине V века та јерес је била скоро угашена и мало преосталих присталица се окупљало у пустим местима због страха од казни. Аетије, као и Арије, је тврдио да је само Отац нерођен и да је Он родио Сина тако да се разликује од Њега пошто је Син створен по Његовој жељи што није могло да се деси Оцу. И сама разлика између нерођеног и рођеног по њему је довољна да се усвоји неједносуштност између њих, јер ако се прихвата да бити нерођен је суштинска одлика Бога, онда рођени Христос не може то бити. Свети Дух је Христово створење, створен као извор светла и освешћење човековог духа.

## Аетијанска христологија
Аетијани, као и Аријанци, не прихватају у потпуности људску природу Христа, али Аријанци тврде да је Христос добио божанску природу као награду за своја дела, док Ајетијани тврде да је Христос бог по пореклу – значи од рођења. Арије је проповедао да је немогуће схватити у потпуности божију природу, док је Аетије ширио мишљење да је Бог потпуно схватљив појам, али бесмислено је тврдио да не може Бог знати више о себи него ми о њему, и шта год да зна о себи, то све постоји исто у нама. Аетијани су такође прекрштавали православце или Аријанце понављајући на тај начин Свету Тајну. Три погњурења у воду су заменили једним на сећање на Христову смрт. Нису крстили „у име Оца, Сина и Светог Духа“, него „у име Бога нествореног, и у име Сина створеног, и у име Светог Духа пресветог и од створеног Сина створеног“. Свето писмо су тумачили на прост начин, нису прунавали славу Свититеља значај Светих моштију, и имали су веома слободне обичаје и морал.